# Sohung
Sŏhŭng (Hán Việt: Thụy Hưng) là một huyện thuộc tỉnh Hwanghae Bắc tại Cộng hòa Dân chủ Nhân dân Triều Tiên. Huyện giáp với Yontan ở tây bắc, Pongsan ở phía tây, Rinsan ở phía tây nam, Pongsan ở phía đông nam, Singye ở phía đông, Suan ở đông bắc. Năm 2008, dân số của huyện Singye là 100.887 người (47.616 nam và 53.271 nữ), trong đó dân số đô thị là 29.383 người (29,1%), dân số nông thôn là 71.504 người (70,9%).

## Lịch sử
Năm 1952, trong Chiến tranh Triều Tiên, Bắc Triều Tiên đã thành lập một trường đào tạo quân sự tại huyện Sohung có tên là Học viện Chính trị Kumgang với khoảng 1.500 học viên. Người đứng đầu trường là Kim Ung-bin người Hàn Quốc.

## Các đơn vị hành chính
Huyện Sŏhŭng được chia thành 1 ŭp (thị trấn) và 20 ri (làng):
| - Sŏhŭng-ŭp - Chajang-ri - Ch'ŏngp'o-ri - Hwabong-ri - Hwagong-ri - Kach'ang-ri - Kŏmul-li - Kosŏng-ri - Kŭmsŭng-ri - Munmu-ri - Namhal-li | - Paekyang-ri - Pŏmal-li - Pongha-ri - Rakchol-li - Sindang-ri - Songwŏl-li - Taep'yŏng-ri - Unch'ŏl-li - Yangam-ri - Yangsa-ri |

Tính đến  năm 2015, Huyện Sohung có dân số khoảng 100.000 người, trong đó có khoảng 30.000 người sống ở thị trấn Sohung.

## Giao thông
Huyện Sŏhŭng được phục vụ bởi tuyến P'yŏngbu của Đường sắt Nhà nước Triều Tiên.